# Ел Ашраф Муса
Ел Ашраф Муса (умро 27. августа 1237) био је ајубидски владар Џизре од 1218. до 1229. године и султан Дамаска од 1229. до смрти.

## Биографија
Муса је син Малик ел Адила, млађег брата и наследника великом муслиманског војсковође Саладина. Године 1218. наследио је оца као владар Џизре. Након смрти његовог брата Муазама (1227), позива га Муазамов син и наследник Ел Назир Давуд у помоћ против Мусиног трећег брата Малик ел Камила. Камил га је заробио 1229. године и приморао да га призна за врховног владара. Године 1237. започео је нови сукоб са братом, али је умро августа исте године.